# Croton chittagongensis
Croton chittagongensis ist eine von einem einzigen Herbarexemplar aus dem Jahr 1939 bekannte Art der Gattung Croton in der Familie Wolfsmilchgewächse. Der Fundort dieses Exemplars war Myanimukh in den Chittagong Hill Tracts, Distrikt Rangamati, Division Chittagong in Bangladesch.

## Beschreibung
Croton chittagongensis ist ein kleiner Baum, dessen Rinde nach Pfeffer oder Ingwer riecht. Junge Knospen haben eine behaarte, filzige Oberfläche, junge Zweige sind hingegen unbehaart. Die unbehaarten Blätter sind länglich bis lanzettförmig mit einem gezackten Rand. Sie haben eine Länge von bis zu neun und eine Breite von bis zu 2,7 Zentimeter, mit einem bis zu acht Millimeter langen Blattstiel. Die Blütenstände sind elf bis zwölf Zentimeter lang mit seitlichen Blüten. Die Blüten entwickeln sich früh, mit der Blütezeit im Mai. Die männlichen Blüten stehen zu zwei oder drei zusammen. Ihre Blütenstiele sind sechs bis zehn Millimeter lang. Die fünf behaarten Kelchblätter sind langgestreckt dreieckig, zwei bis zweieinhalb Millimeter lang und etwa einen Millimeter breit. Die Blütenblätter sind langgestreckt elliptisch oder lanzettförmig mit einer Länge von zwei bis drei Millimeter und einer Breite von einem Millimeter. Die zehn bis zwölf Staubblätter sind drei bis vier Millimeter lang und tragen längliche Staubbeutel. Die weiblichen Blüten stehen einzeln an sechs bis zehn Millimeter langen Blütenstielen. Die fünf oder zehn Kelchblätter sind von ovaler oder elliptischer Form und behaart. Sie haben eine Länge von 2,8 bis fünf Millimeter und eine Breite von 1,5 bis drei Millimeter. Die fünf Blütenblätter sind fadenförmig oder langgestreckt lanzettförmig und etwa einen Millimeter lang. Der eiförmige Fruchtknoten hat vier bis fünf Millimeter Durchmesser und drei Griffel mit 5 bis 6,5 Millimeter Länge.
Croton chittagongensis ist nahe mit Croton sublyratus verwandt, unterscheidet sich aber von dieser Art durch die längeren männlichen Blütenstiele, die innen behaarten Kelchblätter beider Geschlechter, die eiförmigen Fruchtknoten und die längeren Griffel. Eine weitere sehr ähnliche Art ist Croton wallichii.

## Verbreitung
Der Typenfundort von Croton chittagongensis ist Myanimukh (22° 59′ 0″ N, 92° 12′ 0″ O) in den Chittagong Hill Tracts, Distrikt Rangamati, Division Chittagong. Dort wurde die Art einmalig an der Flanke eines bewaldeten Hügels nachgewiesen. Der Ort befindet sich wenig westlich des Karnaphulistausees.

## Gefährdung und Schutz
Trotz intensiver Nachsuche am Typenfundort und anderen Stellen konnte Croton chittagongensis nicht wiedergefunden werden. Es besteht die Sorge, dass die Art ausgestorben ist.

## Systematik
Die Gattung Croton ist mit mehr als 1300 Arten fast in den gesamten Tropen verbreitet. Sie gehört zur Tribus Crotoneae in der Unterfamilie Crotonoideae innerhalb der Familie der Euphorbiaceae.

### Erstbeschreibung
Die Erstbeschreibung erfolgte 1983 durch die indischen Botaniker Tapas Chakrabarty und N. P. Balakrishnan vom Botanical Survey of India. Chakrabarty und Balakrishnan hatten bei einer Revision der indischen Arten der Gattung Croton mehrere Herbarpflanzen nicht identifizieren können. Croton chittagongensis wurde nach einem dieser Sammlungsexemplare beschrieben, das im Mai 1939 von der britischen Amateur-Botanikerin Edith Vere Dent gesammelt worden war. Dieser Holotyp befindet sich in der botanischen Sammlung des Acharya Jagadish Chandra Bose Indian Botanic Garden, dem früheren National Botanical Garden of India in Haora bei Kolkata. Der Artname chittagonga bezieht sich auf den Distrikt Chittagong, in dem der Typenfundort liegt.